# Saint-Jean-de-Thouars
 Saint-Jean-de-Thouars  es una población y comuna francesa, situada en la región de Poitou-Charentes, departamento de Deux-Sèvres, en el distrito de Bressuire y cantón de Thouars-1.

## Demografía
| 650 | 606 | 1082 | 1257 | 1368 | 1317 | 1364 |
| Para los censos de 1962 a 1999 la población legal corresponde a la población sin duplicidades (Fuente: INSEE [Consultar]) |     |      |      |      |      |      |